# Amerikansk cocker spaniel
Amerikansk Cocker Spaniel er en hunderace, der kommer fra USA og nedstammer fra engelsk cocker spaniel. Den engelsk og amerikansk Cocker blev betragtet som den samme race indtil 1930. I de følgende år blev det amerikanske særtræk forstærket gennem selektiv udvælgelse, og i 1946 fik den status som en særskilt race og fik deres egen racestandard af AKC. I dag adskiller den amerikanske sig på det ydre fra det engelske på flere måder, bl.a. ved at være mindre.